# Becample de Whitehead
El becample de Whitehead (Calyptomena whiteheadi) és una espècie d'ocell de la família dels caliptomènids (Calyptomenidae) que habita els boscos de les muntanyes del nord i nord-est de Borneo.